# Lancia 1Z
Lancia 1Z – włoski samochód pancerny budowany przez firmę Ansaldo na podwoziu ciężarówki Lanzia 1Z. Nazwa w niektórych publikacjach jest mylnie zapisywana jako Lancia IZ. Ulepszoną wersją była Lancia 1ZM.
Pierwsza wersja powstała w 1915 roku, ale niektóre z tych pojazdów służyły jeszcze podczas hiszpańskiej wojny domowej i II wojny światowej, na frontach w Afryce Wschodniej, Libii, na Bałkanach i wyspach włoskich.  Oryginalnie uzbrojone były w trzy karabiny maszynowe 6,5 mm.  Dwa z nich znajdowały się w głównej wieży pojazdu, a trzeci w mniejszej wieżyczce położonej na głównej wieży.  W późniejszych modelach wymieniono karabiny maszynowe na nowsze modele o kalibrze 8 mm, a później usunięto także mniejszą wieżyczkę.

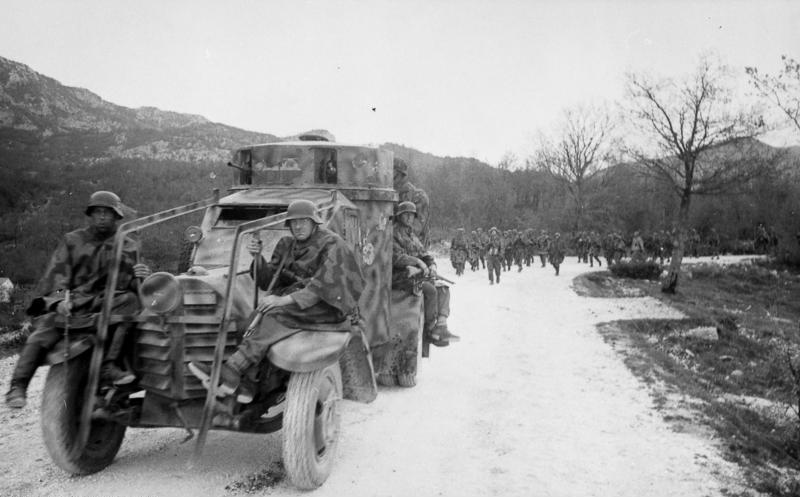
Lancia 1ZM używana do zadań przeciwpartyzanckich w Jugosławii podczas II wojny światowej